# Wotakoi: Love is Hard for Otaku
Wotakoi: Love is Hard for Otaku (ヲタクに恋は難しい?, Wotaku ni koi wa muzukashii, lett. "L'amore è complicato per gli otaku") è un manga scritto e disegnato da Fujita, pubblicato online su Pixiv da aprile 2014 e trasferito sulla webzine Comic Pool di Ichijinsha da novembre 2015 fino alla sua conclusione avvenuta a luglio 2021. Un adattamento anime, prodotto da A-1 Pictures e intitolato in italiano Wotakoi - L'amore è complicato per gli otaku, è stato trasmesso nel contenitore noitaminA di Fuji TV tra il 13 aprile e il 22 giugno 2018.

## Trama
Narumi Momose è una giovane office lady che ha da sempre una grande passione per il mondo fujoshi e dōjinshi, ma che tiene nascosta perché è convinta che molti dei suoi problemi derivino da questa passione: infatti non ha mai avuto una relazione stabile, in quanto tutti gli uomini scappano da lei non appena scoprono i suoi interessi. Un giorno, in un nuovo ufficio, Narumi rincontra dopo tanto tempo l'amico d'infanzia Hirotaka Nifuji, un fervente appassionato di videogiochi che invece non si cura minimamente di nascondere il suo hobby.
Il ragazzo si lascia scappare una parola di troppo, che potrebbe far scoprire ai colleghi il lato nascosto di Narumi, e per chiarirsi invita Nifuji a bere da soli dopo il lavoro. Dopo una discussione su quanto sia difficile amare per le persone che hanno hobby da otaku, la ragazza riceve la proposta di diventare una coppia all'insaputa dei colleghi dell'ufficio.
Nonostante gli interessi simili, la relazione si rivela più complicata del previsto ma non è priva di lati positivi: sul lavoro Narumi scopre che anche altri due colleghi, Hanako Koyanagi e Tarō Kabakura, sono anch'essi una coppia di otaku ma con una rapporto decisamente più litigioso. I quattro trascorrono parecchio del loro tempo libero insieme, condividendo i loro interessi comuni ma mostrando anche i propri gusti personali. In seguito anche il fratello minore di Hirotaka, Naoya, si unisce al gruppo, sebbene non sia particolarmente interessato ai videogiochi o ai manga; inizierà a cambiare quando farà amicizia con Kō Sakuragi, una sua compagna di studi timida e introversa ma appassionatissima di videogiochi.

## Personaggi
Narumi Momose (桃瀬 成海?, Momose Narumi)
Doppiata da: Arisa Date
Protagonista dell'opera. È una office lady di 26 anni e segretamente una fujoshi con la passione per i dōjinshi, i giochi otome, gli idol e il cosplay, che tende a nascondere agli altri. Infatti quando ha rivelato il suo lato otaku al suo ex fidanzato, lui l'ha lasciata e siccome era troppo imbarazzante vederlo al lavoro ha anche cambiato azienda. Nella nuova azienda ritrova Hirotaka e i due diventano una coppia. È del segno del toro ed è alta 154 cm.
Hirotaka Nifuji (二藤 宏嵩?, Nifuji Hirotaka)
Doppiato da: Kento Itō
Amico d'infanzia di Narumi. Ha 26 anni e lavora nello stesso ufficio di Narumi. Può sembrare un ragazzo normale a lavoro, ma è un nerd.  Sebbene le emozioni non appaiano molto sul viso, quando scrive i messaggi usa sempre tante emoticon. È un fumatore. Ha una grave miopia e quando si toglie gli occhiali non vede a un palmo dal naso. È stato affezionato a Narumi anche prima di incontrarsi di nuovo al lavoro, e spesso mostra un approccio audace dopo aver iniziato a frequentarsi.
Hanako Koyanagi (小柳 花子?, Koyanagi Hanako)
Doppiata da: Miyuki Sawashiro
Tarō Kabakura (樺倉 太郎?, Kabakura Tarō)
Doppiato da: Tomokazu Sugita
Naoya Nifuji (二藤 尚哉?, Nifuji Naoya)
Doppiato da: Yūki Kaji
Kō Sakuragi (桜城 光?, Sakuragi Kō)
Doppiata da: Aoi Yūki

## Media

### Manga
Il manga, scritto e disegnato da Fujita, dopo essere stato caricato online dall'autore sul sito web Pixiv dal 17 aprile 2014, è stato trasferito sulla webzine Comic Pool di Ichijinsha dal 6 novembre 2015. La serie si è conclusa il 16 luglio 2021. Il primo volume tankōbon è stato pubblicato il 30 aprile 2015 e al 14 ottobre 2021 ne sono stati messi in vendita in tutto undici. Negli Stati Uniti i diritti sono stati acquistati da Kodansha Comics USA.
La serie riceverà uno spin-off previsto per il 2021.
In Italia i diritti sono stati acquistati da Panini Comics che lo ha pubblicato sotto l'etichetta Planet Manga dal 13 febbraio 2020 al 7 aprile 2022.

#### Volumi
| 1  | 30 aprile 2015         | ISBN 978-4-7580-0846-4                                                      | 13 febbraio 2020  | ISBN 978-88-912-9146-2                                                      |
| 1  | Capitoli - Episode 0-5 |                                                                             |                   |                                                                             |
| 2  | 26 ottobre 2016        | ISBN 978-4-7580-0899-0                                                      | 28 maggio 2020    | ISBN 978-88-912-9387-9                                                      |
| 3  | 23 dicembre 2016       | ISBN 978-4-7580-0934-8                                                      | 16 luglio 2020    | ISBN 978-88-912-9466-1                                                      |
| 4  | 26 luglio 2017         | ISBN 978-4-7580-0951-5                                                      | 17 settembre 2020 | ISBN 978-88-912-9540-8                                                      |
| 5  | 2 febbraio 2018        | ISBN 978-4-7580-0979-9                                                      | 19 novembre 2020  | ISBN 978-88-912-9667-2                                                      |
| 6  | 31 luglio 2018         | ISBN 978-4-7580-0987-4                                                      | 14 gennaio 2021   | ISBN 978-88-912-9760-0                                                      |
| 7  | 29 marzo 2019          | ISBN 978-4-75-802019-0 (ed. regolare) ISBN 978-4-75-802020-6 (ed. limitata) | 11 marzo 2021     | ISBN 978-88-912-9861-4                                                      |
| 8  | 13 dicembre 2019       | ISBN 978-4-75-802058-9                                                      | 27 maggio 2021    | ISBN 978-88-912-9958-1                                                      |
| 9  | 5 agosto 2020          | ISBN 978-4-75-802120-3                                                      | 29 luglio 2021    | ISBN 978-88-287-6092-4                                                      |
| 10 | 26 febbraio 2021       | ISBN 978-4-75-802188-3 (ed. regolare) ISBN 978-4-75-802189-0 (ed. limitata) | 16 settembre 2021 | ISBN 978-88-287-6225-6                                                      |
| 11 | 14 ottobre 2021        | ISBN 978-4-75-802281-1 (ed. regolare) ISBN 978-4-75-802282-8 (ed. limitata) | 7 aprile 2022     | ISBN 978-88-287-6596-7 (ed. regolare) ISBN 978-88-287-6597-4 (ed. limitata) |

### Anime
Un adattamento anime di undici episodi, prodotto da A-1 Pictures e diretto da Yoshimasa Hiraike, è andato in onda dal 13 aprile al 22 giugno 2018. La composizione della serie è stata affidata sempre a Hiraike, mentre la colonna sonora è stata composta da Akimitsu Honma. Le sigle di apertura e chiusura sono rispettivamente Fiction (フィクション?, Fikushon) dei Sumika e Kimi no tonari (キミの隣?) di Halca. Gli episodi sono stati trasmessi in streaming in simulcast, anche coi sottotitoli in lingua italiana, da Amazon su Amazon Video.
Un episodio OAD è stato incluso nell'edizione limitata del settimo volume del manga pubblicato il 29 marzo 2019. Un secondo OAD è uscito in allegato all'edizione limitata del decimo volume del manga il 26 febbraio 2021. Un terzo OAD è stato pubblicato il 14 ottobre 2021 in concomitanza con l'uscita dell'undicesimo nonché ultimo volume del manga.

#### Episodi
| Nº  | Titolo italiano Giapponese 「Kanji」 - Rōmaji                                                                               | In onda          | In onda |
| Nº  | Titolo italiano Giapponese 「Kanji」 - Rōmaji                                                                               | Giapponese       |         |
| 1   | Narumi e Hirotaka si incontrano di nuovo, e… 「成海と宏崇の再会。そして…」 - Narumi to Hirotaka no saikai. Soshite…         | 13 aprile 2018   |         |
| 2   | Stiamo insieme ora? 「恋人？始めました」 - Koibito? Hajimemashita                                                           | 20 aprile 2018   |         |
| 3   | Evento commerciale e riunione giocatori 「即売会とゲーム会」 - Sokubai-kai to gēmu-kai                                      | 27 aprile 2018   |         |
| 4   | L'amore maturo è così difficile? 「オトナの恋も難しい？」 - Otona no koi mo muzukashii?                                     | 4 maggio 2018    |         |
| 5   | Presentazione di Naoya e riunione giocatori (II parte) 「尚哉登場とゲーム会 PartII」 - Naoya tōjō to gēmu-kai part II       | 11 maggio 2018   |         |
| 6   | Un Natale deprimente 「憂鬱なクリスマス」 - Yūutsu na Kurisumasu                                                            | 18 maggio 2018   |         |
| 7   | Giochi online e le loro rispettive nottate 「ネトゲと、それぞれの夜」 - Netoge to, sorezore no yoru                         | 25 maggio 2018   |         |
| 8   | La debolezza è un fulmine e anni di insicurezze 「苦手な雷と、気になるお年頃」 - Nigate na kaminari to, kininaru otoshigoro | 1º giugno 2018   |         |
| 9   | Esci con me! 「デートへ行こうよ！」 - Dēto e ikō yo!                                                                        | 8 giugno 2018    |         |
| 10  | Presentazione Kou-kun e la vendetta del gioco online 「光くん登場とネトゲリベンジ」 - Kō-kun tōjō to netoge ribenji         | 15 giugno 2018   |         |
| 11  | L'amore è complicato per gli otaku 「ヲタクに恋は難しい」 - Wotaku ni koi wa muzukashii                                     | 22 giugno 2018   |         |
| OAD | E ci fece visita d'un tratto = amore 「それは、いきなりおとづれた＝恋」 - Sore wa, ikinari oto dzureta = koi                | 29 marzo 2019    |         |
| OAD | La distanza di un amico 「トモダチの距離」 - Tomodachi no kyori                                                             | 26 febbraio 2021 |         |
| OAD | Gita aziendale 「社員旅行回」 - Shain ryokoukai                                                                             | 14 ottobre 2021  |         |

## Accoglienza
In Giappone, i vari volumi del manga sono stati spesso classificati da Oricon. Il secondo volume si è classificato al primo posto e ha venduto 208 765 copie nella prima settimana. Il terzo volume è arrivato al quarto posto e ha venduto 209 102 nella prima settimana d'uscita. Il quarto numero si è piazzato primo e ha venduto 283 523 nella settimana di debutto. Al 20 luglio 2017 il manga aveva venduto 4.2 milioni di copie. La serie è stata nominata al quarantunesimo Premio Kodansha per i manga, si è classificata al nono posto tra i manga più raccomandati nel 2017 dalle librerie giapponesi, e risulta al primo posto nell'edizione del 2016 della guida annuale Kono manga ga sugoi! di Takarajimasha. Nel settembre 2017, ha vinto le elezioni generali sui web manga.
Shirō Sagisu, il compositore della colonna sonora dell'adattamento cinematografico live action del 2020, è stato insignito del Sandro Forte Award For Best Motion Picture Score al Fantasia International Film Festival tenutosi a Montréal.